# Villers-sur-Auchy
Villers-sur-Auchy is een gemeente in het Franse departement Oise (regio Hauts-de-France). De gemeente telt 304 inwoners (1999). De plaats maakt deel uit van het arrondissement Beauvais.

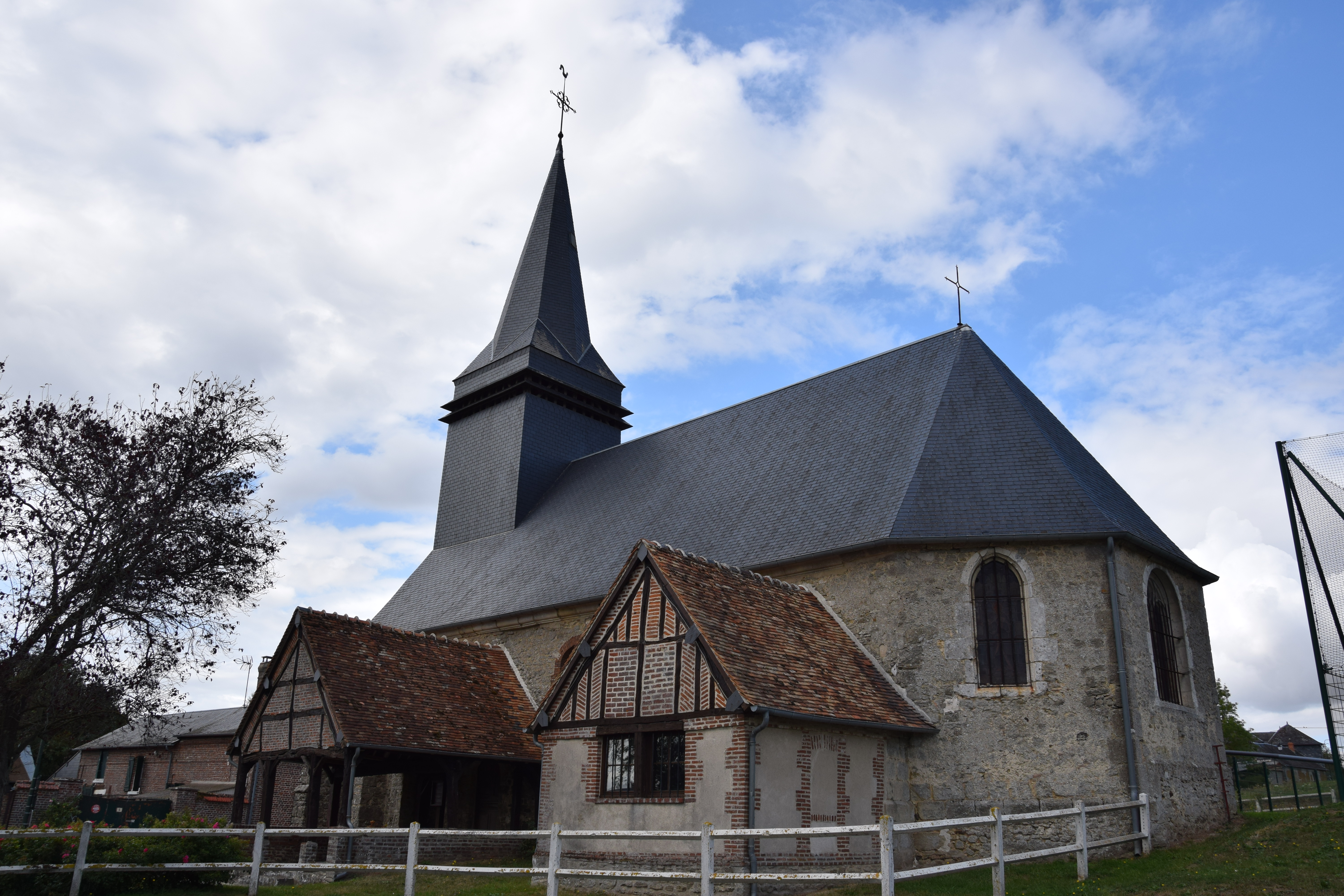
Église Saint-Lucien

## Geschiedenis
Een oude vermelding van de plaats gaat terug tot 1100 als Villare in braio, wat staat voor "Villers in Bray". De 18de-eeuwse Cassinikaart toont het dorp Villers sur Auchy.
Op het eind van het ancien régime eind 18de eeuw, toen de gemeenten werden gecreëerd, werd Villers-sur-Auchy een gemeente.
In 1826 werd buurgemeente Auchy-en-Bray opgeheven en bij Villers-sur-Auchy gevoegd. In 1833 werd ter hoogte van Auchy, en het gehucht la Forêt van buurgemeente Ferrières, de gemeentegrens wat aangepast en op het stroompje de Auchy gelegd. Deze uitwisselingen van enkele percelen tussen beide gemeenten, betekende zo hier ook een kleine grensaanpassing tussen de departementen Oise en Seine-Inférieure.

## Geografie
De oppervlakte van Villers-sur-Auchy bedraagt 8,7 km², de bevolkingsdichtheid is 34,9 inwoners per km².
Naast het dorp Villers zelf ligt in het westen van de gemeente nog het dorpje Auchy-en-Bray, tegen de grens met buurgemeente Ferrières-en-Bray. Ten zuidoosten van het dorpscentrum van Villers ligt het gehucht Orsimont.
De onderstaande kaart toont de ligging van Villers-sur-Auchy met de belangrijkste infrastructuur en aangrenzende gemeenten.

## Bezienswaardigheden
- De Église Saint-Lucien

## Demografie
Onderstaande figuur toont het verloop van het inwonertal (bron: INSEE-tellingen).